# كارستن هايني
كارستن هايني (بالألمانية: Karsten Heine)‏ (6 أبريل 1955 - ) هو مدرب كرة قدم ولاعب كرة قدم ألماني (وحمل سابقاً جنسية ألمانيا الشرقية) في مركز الوسط. لعب مع كيمنتزر ويونيون برلين وBSG Stahl Brandenburg ‏.

## وصلات خارجية
- كارستن هايني على موقع قاعدة بيانات كرة القدم.إي يو (الإنجليزية)
- كارستن هايني على موقع عالم كرة القدم.نت (الإنجليزية)